# Inden, Nordrhein-Westfalen
Inden är en kommun i Kreis Düren i Regierungsbezirk Köln i förbundslandet Nordrhein-Westfalen i Tyskland.